# Szebb holnap 2.
A Szebb holnap 2. (hagyományos kínai:英雄本色 2, pinjin: Yingxiong bense er) egy 1987-ben bemutatott hongkongi akció-krimi, melynek rendezője John Woo, főszereplői Chow Yun-fat, Dean Shek, Leslie Cheung és Ti Lung. A film a népszerű Szebb holnap folytatása, mely az előzőhöz hasonlóan erőszakkal, vérrel, lövöldözéssel teli.

## Cselekmény
Néhány évvel a Szebb holnap eseményei után Ho-t (Ti Lung) szövetségi ügynökök kihozzák a börtönből, hogy korábbi főnöke, Lung (Dean Shek) ellen kémkedjen, akit pénzhamisítási ügyben gyanúsítanak. Ho visszautasítja ezt, ám meggondolja magát, amikor megtudja, hogy öccse, Kit (Leslie Cheung) éppen a rendőrség egyik törekvő hadnagya, és feleségével, Jackie-vel (Emily Chu) gyermeket is várnak. Ho elfogadja végül a lehetőséget, hogy testvérét megvédje. Amikor Lungot gyilkossággal vádolják, Ho segítségét kéri, ő segít is neki New Yorkba szökni. Lung azonban egy időre megőrül, miután megtudja, hogy lányát megölték és szemtanúja volt barátja megölésének is. Mark ikertestvére, Ken (Chow Yun-fat) érkezik a segítségére, majd együtt rejtőzködnek egy hotelben. Visszatérnek Hongkongba, felveszik a kapcsolatot Ho-val és Kittel. Kiderítik, hogy Lung egyik korábbi munkaadója, Ko volt az, aki Lungot megpróbálta megölni. Kit egy harcban halálosan megsebesül, éppen, amikor gyermeke megszületik. A hármas bosszút áll Ko-n. Hárman kb. 90 ellenféllel vívnak hatalmas tűzharcot, mindhárman komoly sérüléseket is szenvednek, végül sikerül megölniük Ko-t, mire a rendőrség és Wu felügyelő odaér.

## Szereplők
- Chow Yun-fat – Ken "Gor" Lee
- Dean Shek – Lung Si
- Ti Lung – Sung Tse Ho
- Leslie Cheung – Sung Tse Kit
- Emily Chu – Jackie Sung (Kit felesége)
- Regina Kent – Peggy Lung (Lung lánya)
- Kenneth Tsang – Ken
- Ng Man-tat – Mr Wong
- Siu-Ming Lau – Wu felügyelő
- Shan Kwan – Ko Ying Pui
- Man Yan Lung – Chong
- Peter Wang – Sam

## Fogadtatás
1988-ban Hong Kong Film-díjra jelölték Leslie Cheung-öt a legjobb színész kategóriában, valamint Siu-Tung Ching-et az akciójelenetek koreográfusi munkájáért. A Rotten Tomatoes weboldalon a filmet a kritikusi vélemények alapján 83%-ra, a nézők véleménye alapján 78%-ra értékelték. A Variety szerint a film egy túlreklámozott, túlértékelt, de szórakoztató folytatása a Szebb holnapnak és újra népszerűvé tette a gengszterfilmeket a kantoni mozikban.